# فرودگاه آبی فورت فرانسس
فرودگاه آبی فورت فرانسس (به انگلیسی: Fort Frances Water Aerodrome) یک فرودگاه همگانی است که یک باند فرود آب دارد. این فرودگاه در کشور کانادا قرار دارد و در ارتفاع ۳۳۷ متری از سطح دریا واقع شده است.